# Woodsia subcordata
Woodsia subcordata är en hällebräkenväxtart som beskrevs av Nicolai Stepanowitsch Turczaninow. Woodsia subcordata ingår i släktet Woodsia och familjen Woodsiaceae. Utöver nominatformen finns också underarten W. s. kitadakensis.